# 片山啓
片山 啓（かたやま ひろむ、1962年7月8日 - ）は日本の経産官僚。原子力規制庁長官。
大阪府出身。奈良女子大学文学部付属高等学校、京都大学経済学部卒業後、1985年通商産業省入省。キャリアの事務官であり原子力に関する知識はないが、資源エネルギー庁の電力市場整備課長を務めた経験により電力有識者と評価される。福島第一原発事故発生時には保安院企画調整課長であり対策本部の総括班の班長として緊急事態に対処した。それ以降原子力関係の部署の勤務が続き2012年原子力規制庁発足で総務課長、2014年核物質・放射線総括審議官、2019年原子力規制庁次長、2022年原子力規制庁長官。

## 略歴
- 1985年
  - 京都大学経済学部卒業
  - 4月 通商産業省入省

- 1994年4月  通商産業省貿易局為替金融課長補佐（総括班長）
- 1995年5月  在ロス・アンジェルス曰本国総領事館領事
- 1998年6月  通商産業省大臣官房調査統計部管理課長補佐（総括班長）
- 1999年7月  通商産業省通商政策局総務課長補佐（総括班長）

- 2001年7月 内閣府地方分権改革推進会議事務局企画調整官[3]
- 2004年6月 産業技術環境局認証課長
- 2005年7月 資源エネルギー庁電力・ガス事業部電力市場整備課長
- 2008年7月 内閣官房内閣参事官（内閣官房副長官補付）
- 2010年
  - 4月 経済産業政策局調査課長
  - 7月 原子力安全・保安院企画調整課長[4]
- 2012年9月 原子力規制庁長官官房総務課長[5]
- 2013年
  - 7月 独立行政法人原子力安全基盤機構総括参事
  - 10月 原子力安全基盤機構理事
- 2014年
  - 3月 原子力規制庁長官官房審議官
  - 10月 原子力規制庁長官官房核物質・放射線総括審議官
- 2019年7月 原子力規制庁次長兼原子力安全人材育成センター所長
- 2022年7月 原子力規制庁長官
- 2025年6月 辞職

## その他
- 原子力規制庁発足時に原子力安全・保安院から異動して以降、規制庁での勤務が続いている。そのため原発推進側である経産省の同期会には行かなくなったという[6]。
- 座右の銘は学生時代に寄せ書きで記した「初志貫徹」と、趣味は「仕事になっている」という休みの日に家族に料理をふるまうことである[7]。